# Levantamiento Armado de los Independientes de Color
El Levantamiento Armado de los Independientes de Color, también conocido por Masacre de los Independientes de Color o Guerra de 1912 en Cuba, fue un alzamiento armado que tuvo lugar en Cuba en 1912, llevado a cabo por los miembros del Partido Independiente de Color en su afán de reclamo por la igualdad social y política de los negros en la Cuba  de principios de siglo XX. Comenzó el 20 de mayo de 1912 y fue sofocado cruelmente con la muerte de más de 3000 negros y mestizos, contrario a las fuerzas del gobierno que tuvieron solamente 12 bajas.

## Antecedentes
Los orígenes del movimiento se pueden encontrar en gran medida en el atraso y exclusión social en que se encontraba la importante minoría negra en la recién estrenada república, que implementó medidas de fuerte corte segregacionista como la prohibición del ingreso de negros y mestizos a la policía y a la artillería.
El Partido Independiente de Color fue fundado a raíz de las elecciones municipales de 1908, para luchar contra la discriminación racial hacia la población afrocubana. Para presidirlo fue nombrado el albañil Evaristo Estenoz, que había sido dirigente de la Huelga de 1899. En 1910 la Ley Electoral prohibió los partidos raciales o de clase. Entre los independientes de color fue creciendo la idea de que era preciso lanzarse a una lucha armada para presionar al Congreso para que reconsiderara la ley. El 7 de agosto de 1908,  Evaristo Estenoz, un veterano del “Ejército Libertador”, fundó el “Partido Independiente de Color”, por sus siglas PIC, para luchar por los derechos de esos cubanos negros. Aunque la agrupación presentó un programa de avanzada, que condenaba la exclusión y criticaba al clero reaccionario, inmediatamente fue calificada de racista lo que más tarde desataría una ola represiva contra sus dirigentes, como fue el caso de las detenciones al mismo Estenoz, a Manuel Pardo Galíndez y a decenas de sus militantes.
El 11 de febrero de 1910, siendo presidente de la república José Miguel Gómez (1909-1913), el senador mulato Martín Morua Delgado presentó lo que se conoció como la “Enmienda Morua”, que buscaba eliminar al PIC de la vida política de la república. Esta reforma fue aprobada, no sin polémica, en mayo de ese año. Al aprobarse esta enmienda, Estenoz lanzó de inmediato amenazantes declaraciones aludiendo a los más de quince mil soldados de la guerra de independencia inscritos en su partido. No obstante, los Independientes trataron de continuar su lucha política enfocándose en la abolición de la enmienda, lucha que alcanzó su punto más alto en 1912.
El levantamiento se produciría el 20 de mayo. Bajo la dirección de Estenoz y del general mambí Pedro Ivonet los negros se alzaron principalmente en Las Villas y en la totalidad de la provincia de Oriente, con algunos sucesos en Matanzas y La Habana. Los cabildos y las sociedades de color cerraron y la mayoría de los negros apenas se exponían por temor a vejaciones y linchamientos. Los alzamientos de Alto Songo y La Maya fueron los mayores. Durante la toma de La Maya se produjo un incendio que arrasó con gran cantidad de viviendas, incluyendo la estación de trenes y la casa de correos. No obstante, el movimiento fue aniquilado unos tres meses después, debido básicamente a la falta de suministros y a la muerte de sus principales dirigentes. El fin de la insurrección lo fue también para el Partido Independiente de Color.

## Historia
Los orígenes del movimiento se pueden encontrar en gran medida en el atraso y exclusión social en que se encontraba la importante minoría negra en la recién estrenada república, que implementó medidas de fuerte corte segregacionista como la prohibición del ingreso de negros y mestizos a la policía y a la artillería.
El 7 de agosto de 1908,  Evaristo Estenoz, un veterano del “Ejército 
Libertador”, fundó el “Partido Independiente de Color”, por sus siglas PIC, para luchar por los derechos de esos cubanos negros. Aunque la agrupación presentó un programa  de avanzada, que condenaba la exclusión y criticaba al clero reaccionario, inmediatamente fue calificada de racista lo que más tarde desataría una ola represiva contra sus dirigentes, como fue el caso de las detenciones al mismo Estenoz, a Manuel Pardo Galíndez y a decenas de sus militantes.
El 11 de febrero de 1910, siendo presidente de la república José Miguel Gómez (1909-1913), el senador mulato Martín Morua Delgado presentó lo que se conoció como la “Enmienda Morua”, que buscaba eliminar al PIC de la vida política de la república. Esta reforma fue aprobada, no sin polémica, en mayo de ese año.
Al aprobarse esta enmienda, Estenoz lanzó de inmediato amenazantes declaraciones aludiendo a los más de quince mil soldados de la guerra de independencia inscritos en su partido. No obstante, los Independientes trataron de continuar su lucha política enfocándose en la abolición de la enmienda, lucha que alcanzó su punto más alto en 1912.
El levantamiento se produciría el 20 de mayo. Bajo la dirección de Estenoz y del general mambí Pedro Ivonet los negros se alzaron principalmente en Las Villas y en la totalidad de la provincia de Oriente, con algunos sucesos en Matanzas y La Habana. Los cabildos y las sociedades de color cerraron y la mayoría de los negros apenas se exponían por temor a vejaciones y linchamientos.
Los alzamientos de Alto Songo y La Maya fueron los mayores. Durante la toma de La Maya se produjo un incendio que arrasó con gran cantidad de viviendas, incluyendo la estación de trenes y 
la casa de correos.
No obstante, el movimiento fue aniquilado unos tres meses después, debido básicamente a la falta de suministros y a la muerte de sus principales dirigentes.  El fin de la insurrección lo fue también para el Partido Independiente de Color.

## Levantamiento
El 20 de mayo de 1912 estalló la acción armada con la intención de obligar a que el partido fuese legalizado de nuevo, con levantamientos, principalmente en las provincias de Oriente y Las Villas, y rápidos abortos de acciones en La Habana, Pinar del Río, Canasí y Matanzas. 
El 27 de junio Estenoz fue fusilado junto con 50 compañeros, (aunque algunas fuentes apuntan a un suicidio antes de caer preso el día 26). El golpe final contra el levantamiento se dio el 12 de julio, el día en que el general mambí Pedro Ivonet se rindió en las cercanías del Caney y murió mientras, supuestamente, trataba de escapar. Con la desaparición física de sus líderes, el movimiento de los independientes de color llegó a su fin.

## Consecuencias
El número de muertos dejado por el conflicto oscila entre varias cifras según la fuente:
- Las cifras oficiales cubanas estimaron que excedió los 2000 hombres.

- Ciudadanos norteamericanos residentes en Oriente estimaron de 5000 a 6000.

- Guillermo Lara, independiente que luchó junto a Estenoz, habló de 5000 muertos.

- Tomás Fernández Robaina indica la muerte de al menos 3000 negros y mestizos en combate, frente a sólo doce bajas por parte del ejército oficial.